# Lista över fornlämningar i Gotlands kommun (Lojsta)
Lista över fornlämningar i Gotlands kommun (Lojsta) är en förteckning av ett urval av de fornlämningar som finns i Lojsta i Gotlands kommun.
| Namn         | Lämningstyp                      | Tillkomsttid | Historisk indelning | Plats | Läge                 | ID-nr          | Bild                                      |
| ------------ | -------------------------------- | ------------ | ------------------- | ----- | -------------------- | -------------- | ----------------------------------------- |
| Lojsta 4:1   | Husgrund, förhistorisk/medeltida |              | Lojsta, Gotland     |       | 57.300916, 18.379117 | 10094700040001 | Ladda upp en bild av detta fornminne      |
| Lojsta 4:2   | Husgrund, förhistorisk/medeltida |              | Lojsta, Gotland     |       | 57.301268, 18.378689 | 10094700040002 | Ladda upp en bild av detta fornminne      |
| Lojsta 4:3   | Husgrund, förhistorisk/medeltida |              | Lojsta, Gotland     |       | 57.301009, 18.378347 | 10094700040003 | Ladda upp en bild av detta fornminne      |
| Lojsta 5:1   | Husgrund, förhistorisk/medeltida |              | Lojsta, Gotland     |       | 57.299925, 18.359930 | 10094700050001 | Ladda upp en bild av detta fornminne      |
| Lojsta 5:2   | Husgrund, förhistorisk/medeltida |              | Lojsta, Gotland     |       | 57.300014, 18.359590 | 10094700050002 | Ladda upp en bild av detta fornminne      |
| Lojsta 5:3   | Husgrund, förhistorisk/medeltida |              | Lojsta, Gotland     |       | 57.300323, 18.359877 | 10094700050003 | Ladda upp en bild av detta fornminne      |
| Lojsta 6:1   | Husgrund, förhistorisk/medeltida |              | Lojsta, Gotland     |       | 57.299198, 18.345672 | 10094700060001 | Ladda upp en bild av detta fornminne      |
| Lojsta 6:2   | Husgrund, förhistorisk/medeltida |              | Lojsta, Gotland     |       | 57.298966, 18.346296 | 10094700060002 | Ladda upp en bild av detta fornminne      |
| Lojsta 6:3   | Husgrund, förhistorisk/medeltida |              | Lojsta, Gotland     |       | 57.298776, 18.346719 | 10094700060003 | Ladda upp en bild av detta fornminne      |
| Lojsta 7:1   | Hällristning                     |              | Lojsta, Gotland     |       | 57.298506, 18.355449 | 11100000000877 | Ladda upp en bild av detta fornminne      |
| Lojsta 11:1  | Husgrund, förhistorisk/medeltida |              | Lojsta, Gotland     |       | 57.301710, 18.360539 | 10094700110001 | Ladda upp en bild av detta fornminne      |
| Lojsta 11:2  | Husgrund, förhistorisk/medeltida |              | Lojsta, Gotland     |       | 57.301480, 18.360248 | 10094700110002 | Ladda upp en bild av detta fornminne      |
| Lojsta 11:3  | Husgrund, förhistorisk/medeltida |              | Lojsta, Gotland     |       | 57.301218, 18.360466 | 10094700110003 | Ladda upp en bild av detta fornminne      |
| Lojsta 12:1  | Husgrund, förhistorisk/medeltida |              | Lojsta, Gotland     |       | 57.305490, 18.358029 | 11000000001865 | Ladda upp en bild av detta fornminne      |
| Lojsta 16:1  | Husgrund, förhistorisk/medeltida |              | Lojsta, Gotland     |       | 57.302546, 18.347764 | 10094700160001 | Ladda upp en bild av detta fornminne      |
| Lojsta 16:2  | Husgrund, förhistorisk/medeltida |              | Lojsta, Gotland     |       | 57.302167, 18.347516 | 10094700160002 | Ladda upp en bild av detta fornminne      |
| Lojsta 18:1  | Hällristning                     |              | Lojsta, Gotland     |       | 57.308911, 18.360676 | 11100000000878 | Ladda upp en bild av detta fornminne      |
| Lojsta 19:1  | Husgrund, förhistorisk/medeltida |              | Lojsta, Gotland     |       | 57.313521, 18.366806 | 11000000001867 | Ladda upp en bild av detta fornminne      |
| Lojsta 19:2  | Husgrund, förhistorisk/medeltida |              | Lojsta, Gotland     |       | 57.313753, 18.366677 | 11000000001868 | Ladda upp en bild av detta fornminne      |
| Lojsta 19:3  | Husgrund, förhistorisk/medeltida |              | Lojsta, Gotland     |       | 57.313789, 18.367236 | 11000000001869 | Ladda upp en bild av detta fornminne      |
| Lojsta 27:1  | Husgrund, förhistorisk/medeltida |              | Lojsta, Gotland     |       | 57.313434, 18.382419 | 10094700270001 | Ladda upp en bild av detta fornminne      |
| Lojsta 31:1  | Husgrund, förhistorisk/medeltida |              | Lojsta, Gotland     |       | 57.310743, 18.379652 | 10094700310001 | Ladda upp en bild av detta fornminne      |
| Lojsta 33:1  | Hällristning                     |              | Lojsta, Gotland     |       | 57.319193, 18.383119 | 11100000000879 | Ladda upp en bild av detta fornminne      |
| Lojsta 38:1  | Husgrund, förhistorisk/medeltida |              | Lojsta, Gotland     |       | 57.320684, 18.395928 | 10094700380001 | Ladda upp en bild av detta fornminne      |
| Lojsta 40:1  | Husgrund, förhistorisk/medeltida |              | Lojsta, Gotland     |       | 57.322674, 18.406417 | 10094700400001 | Ladda upp en bild av detta fornminne      |
| Lojsta 40:2  | Husgrund, förhistorisk/medeltida |              | Lojsta, Gotland     |       | 57.322493, 18.406761 | 10094700400002 | Ladda upp en bild av detta fornminne      |
| Lojsta 44:1  | Stensättning                     |              | Lojsta, Gotland     |       | 57.319034, 18.393086 | 10094700440001 | Ladda upp en bild av detta fornminne      |
| Lojsta 44:2  | Stensättning                     |              | Lojsta, Gotland     |       | 57.319084, 18.393343 | 10094700440002 | Ladda upp en bild av detta fornminne      |
| Lojsta 44:3  | Bildristning                     |              | Lojsta, Gotland     |       | 57.319060, 18.393532 | 10094700440003 | Ladda upp en bild av detta fornminne      |
| Lojsta 46:1  | Hällristning                     |              | Lojsta, Gotland     |       | 57.296961, 18.348847 | 11100000000881 | Ladda upp en bild av detta fornminne      |
| Lojsta 48:1  | Röse                             |              | Lojsta, Gotland     |       | 57.301196, 18.343588 | 10094700480001 | Ladda upp en bild av detta fornminne      |
| Lojsta 48:2  | Stensättning                     |              | Lojsta, Gotland     |       | 57.301205, 18.344157 | 10094700480002 | Ladda upp en bild av detta fornminne      |
| Lojsta 50:1  | Husgrund, förhistorisk/medeltida |              | Lojsta, Gotland     |       | 57.297628, 18.350818 | 10094700500001 | Ladda upp en bild av detta fornminne      |
| Lojsta 51:1  | Husgrund, förhistorisk/medeltida |              | Lojsta, Gotland     |       | 57.299248, 18.347589 | 10094700510001 | Ladda upp en bild av detta fornminne      |
| Lojsta 57:1  | Röse                             |              | Lojsta, Gotland     |       | 57.336945, 18.377544 | 10094700570001 | Ladda upp en bild av detta fornminne      |
| Lojsta 59:1  | Husgrund, förhistorisk/medeltida |              | Lojsta, Gotland     |       | 57.313829, 18.364687 | 10094700590001 | Ladda upp en bild av detta fornminne      |
| Lojsta 61:1  | Gravfält                         |              | Lojsta, Gotland     |       | 57.325112, 18.406700 | 10094700610001 | Ladda upp en bild av detta fornminne      |
| Lojsta 66:1  | Gravfält                         |              | Lojsta, Gotland     |       | 57.309604, 18.386929 | 10094700660001 | Ladda upp en till bild av detta fornminne |
| Lojsta 68:1  | Hällristning                     |              | Lojsta, Gotland     |       | 57.317267, 18.385372 | 11100000000899 | Ladda upp en bild av detta fornminne      |
| Lojsta 76:1  | Stensättning                     |              | Lojsta, Gotland     |       | 57.305066, 18.385946 | 10094700760001 | Ladda upp en bild av detta fornminne      |
| Lojsta 76:2  | Stensättning                     |              | Lojsta, Gotland     |       | 57.304955, 18.385871 | 10094700760002 | Ladda upp en bild av detta fornminne      |
| Lojsta 76:3  | Stensättning                     |              | Lojsta, Gotland     |       | 57.304899, 18.386100 | 10094700760003 | Ladda upp en bild av detta fornminne      |
| Lojsta 76:4  | Stensättning                     |              | Lojsta, Gotland     |       | 57.305038, 18.386078 | 10094700760004 | Ladda upp en bild av detta fornminne      |
| Lojsta 80:1  | Husgrund, förhistorisk/medeltida |              | Lojsta, Gotland     |       | 57.300524, 18.380180 | 10094700800001 | Ladda upp en bild av detta fornminne      |
| Lojsta 96:1  | Stensättning                     |              | Lojsta, Gotland     |       | 57.300279, 18.400373 | 10094700960001 | Ladda upp en bild av detta fornminne      |
| Lojsta 98:1  | Stensättning                     |              | Lojsta, Gotland     |       | 57.302108, 18.407623 | 10094700980001 | Ladda upp en bild av detta fornminne      |
| Lojsta 101:1 | Hällristning                     |              | Lojsta, Gotland     |       | 57.296233, 18.404626 | 11100000000901 | Ladda upp en bild av detta fornminne      |